# Edith Volkmann
Edith Volkmann (* 14. November 1920 in Hannover; † 29. Juli 1997 in München) war eine deutsche Schauspielerin.

## Leben
Sie nahm Schauspielunterricht bei Max Gaede in ihrer Heimatstadt Hannover und gab ihr Debüt an den Städtischen Bühnen Osnabrück. Danach spielte sie bis 1944 am Niedersächsischen Staatstheater in Hannover.
Nach Kriegsende setzte sie ihre Laufbahn von 1945 bis 1949 an den Ostfriesischen Kammerspielen in Leer fort. Zu Beginn der 1950er Jahre ging sie nach Ost-Berlin und trat dort an verschiedenen Bühnen und Kabaretts auf.
In dieser Zeit erhielt sie von der DEFA ihre ersten Filmrollen, zum Beispiel in der dezidiert antiwestlichen Produktion Frauenschicksale. Anfang der 1960er Jahre übersiedelte sie in die Bundesrepublik und konnte ihre berufliche Laufbahn fortsetzen. 
Sie war vor allem im Fernsehen zu sehen, gelegentlich spielte sie auch Theater. In Kinofilmen verkörperte sie meist eher spießige Frauenfiguren wie die Hausmeisterin in Zur Sache, Schätzchen (1968), ignorante Mütter wie in Bübchen (1968) und Die Konsequenz (1977) oder eine Sekretärin in Geld.
Edith Volkmann war vorübergehend mit dem Regisseur Wolfgang Luderer verheiratet. Ihre Tochter Ulrike Luderer wurde ebenfalls Schauspielerin.

## Filmografie
- 1951: Corinna Schmidt
- 1952: Frauenschicksale
- 1953: Die Unbesiegbaren
- 1954: Hexen
- 1954: Stärker als die Nacht
- 1955: Das Fräulein von Scuderi
- 1958: Nur eine Frau
- 1959: Musterknaben
- 1960: Fernsehpitaval: Der Fall Haarmann (Fernsehreihe)
- 1960: Blaulicht: Die Butterhexe (Fernsehreihe)
- 1960: Fernsehpitaval: Der Fall Hoefle
- 1961: Steinzeitballade
- 1965: Michael Kramer
- 1966: Die fünfte Kolonne – Stahlschrank SG III
- 1967: Das Kriminalmuseum – Die Kamera
- 1968: Zur Sache, Schätzchen
- 1968: Bübchen / Der kleine Vampir
- 1969: Zehn kleine Negerlein
- 1970: Der Fall Lena Christ
- 1972: Marie
- 1973: Hamburg Transit – Das Abenteuer
- 1975: Herbstzeitlosen
- 1975: Sieben Erzählungen aus der Vorgeschichte der Menschheit
- 1976: Freiwillige Feuerwehr
- 1976: Ich will doch nur, daß ihr mich liebt
- 1976: Inspektion Lauenstadt, Folge 4: „Pensionäre“
- 1977: Die Konsequenz
- 1978: Freddie Türkenkönig
- 1979: Kreutzer
- 1979: Baldauf
- 1979: Wunder einer Nacht
- 1980: Kolportage
- 1981: Das Casanova-Projekt
- 1981: Büro, Büro
- 1982: Dr. Margarete Johnsohn
- 1982: Ein Kleid von Dior
- 1983: Martin Luther
- 1983: Flotte Biester auf der Schulbank
- 1984: Mrs. Harris – Freund mit Rolls Royce
- 1984: Ich heirate eine Familie
- 1985: Vorsichtige Berührung
- 1985: Männer
- 1985: Die Frau mit den Karfunkelsteinen (Fernsehfilm)
- 1986: Aranka
- 1987: Die Krimistunde (Fernsehserie, Folge 23, Episode: "Hedwigsruh")
- 1987: Mrs. Harris – Der geschmuggelte Henry
- 1989: Geld
- 1990: Ein Haus in der Toscana
- 1992: Wir Enkelkinder

## Theater
- 1950: Vera Ljubimova: Schneeball – Regie: Charlotte Küter (Theater der Freundschaft)
- 1951: Hedda Zinner: Spiel ins Leben (Frau Gebhardt) – Regie: Hans Rodenberg (Theater der Freundschaft)
- 1952: Friedrich Schiller: Die Verschwörung des Fiesco zu Genua – Regie: Fritz Wisten (Theater am Schiffbauerdamm)
- 1967: Friedrich Dürrenmatt: Der Wiedertäufer – Regie: Hans Schweikart (Münchner Kammerspiele)
- 1968: Max Frisch: Biografie: Ein Spiel – Regie: August Everding (Münchner Kammerspiele)